# IFAV
IFAV（Interim Fast Attack Vehicle）は、2000年代以降、アメリカ海兵隊で運用されている小型軍用車両・偵察戦闘車の名称である。
IFAV、Interim Fast Attack Vehicleは、日本語に直訳すれば"暫定高速攻撃車両"というような意味になる。

## 概要
IFAVはメルセデス・ベンツ製の4輪駆動車であるメルセデス・ベンツ・GクラスのW461型 290 GDを海兵隊が採用したもので、出力156hpのディーゼルエンジンを搭載している。
M2重機関銃あるいはMk19グレネードランチャーを車体後部に装備し、海兵遠征部隊（MEU）および海兵隊武装偵察部隊（フォース・リーコン）によって偵察戦闘車として使用されている。
フォースリーコンでは従来、DPV（Desert Patrol Vehicle）あるいはFAV（Fast Attack Vehicle）の呼称で知られる小型の軍用バギーを運用していたが、この車両は積載量・火力が充分でないことから、フォースリーコンはメルセデス・ベンツ・GクラスをDPV（FAV）の後継として採用する事とした。IFAVはまた、海兵隊でハンヴィーよりも小型の車両として運用されていたM151の後継車種としても使用されている。

## 運用・配備
IFAVは1999年11月からアメリカ海兵隊への配備が開始された。総計157両を調達し、その一部はイラク戦争やアフガニスタン紛争への派遣部隊でも使用されている。
- ：第1海兵遠征軍、カリフォルニア州、キャンプ・ペンドルトン - 33両。
- ：第2海兵遠征軍、ノースカロライナ州、キャンプ・レジューン - 25両。
- ：第3海兵遠征軍、沖縄県、キャンプ・コートニー - 27両。
- 第17武装偵察中隊、アフガニスタン派遣 - 22両。
- 第3武装偵察中隊、イラク戦争派遣 - 23両。
- 第1非武装地帯警備中隊、韓国、坡州市駐留 - 15両
- その他 - 12両

## 画像

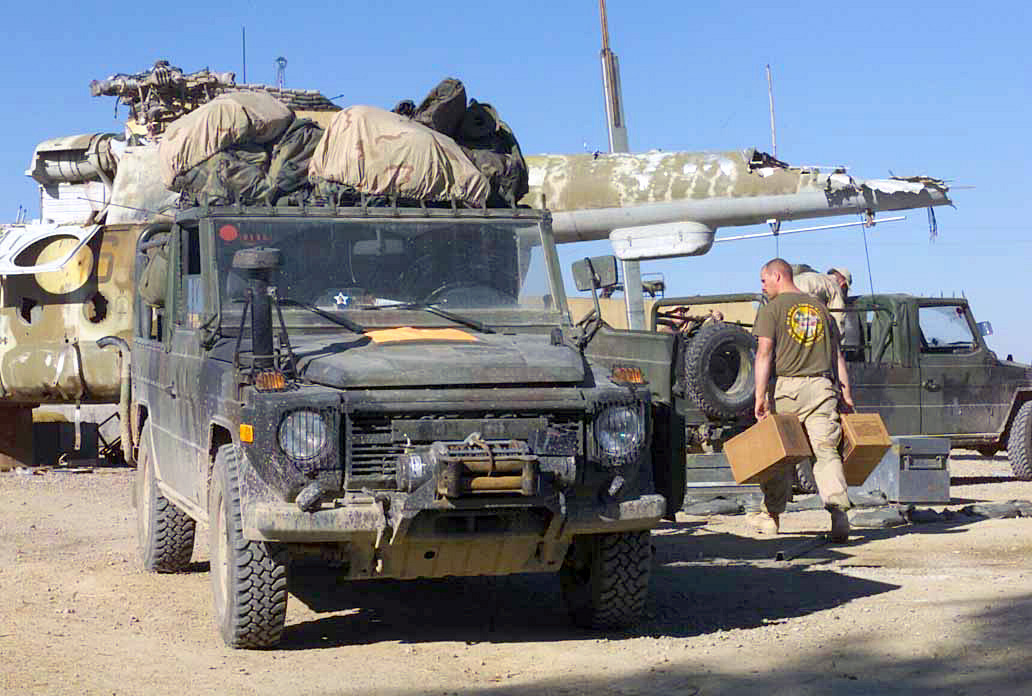
アフガニスタンへの派遣車両。2002年、カンダハール国際空港。
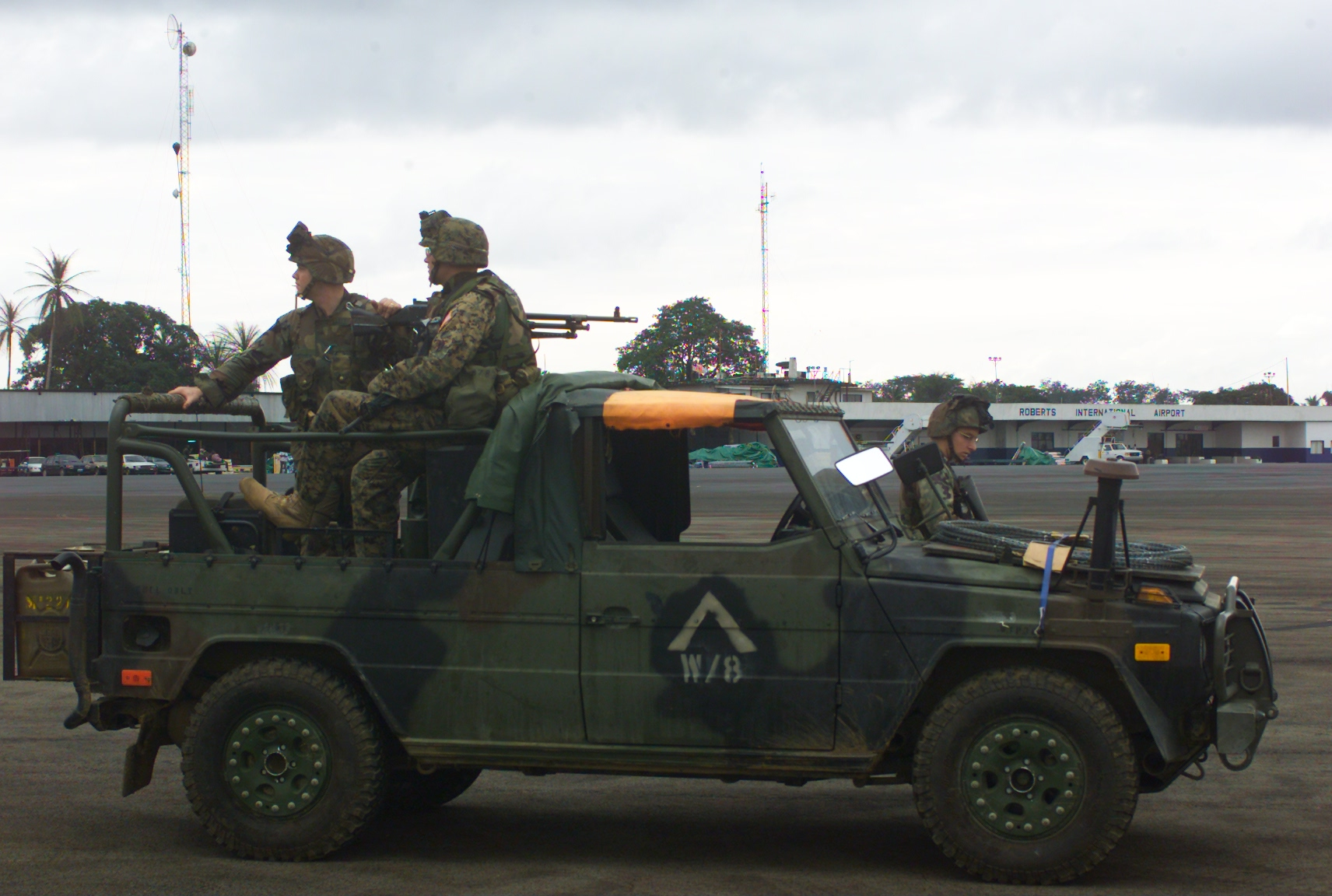
第二次リベリア内戦時の第26海兵遠征部隊（MEU）のIFAV。2003年、モンロビア・ロバーツ国際空港、リベリア国内。
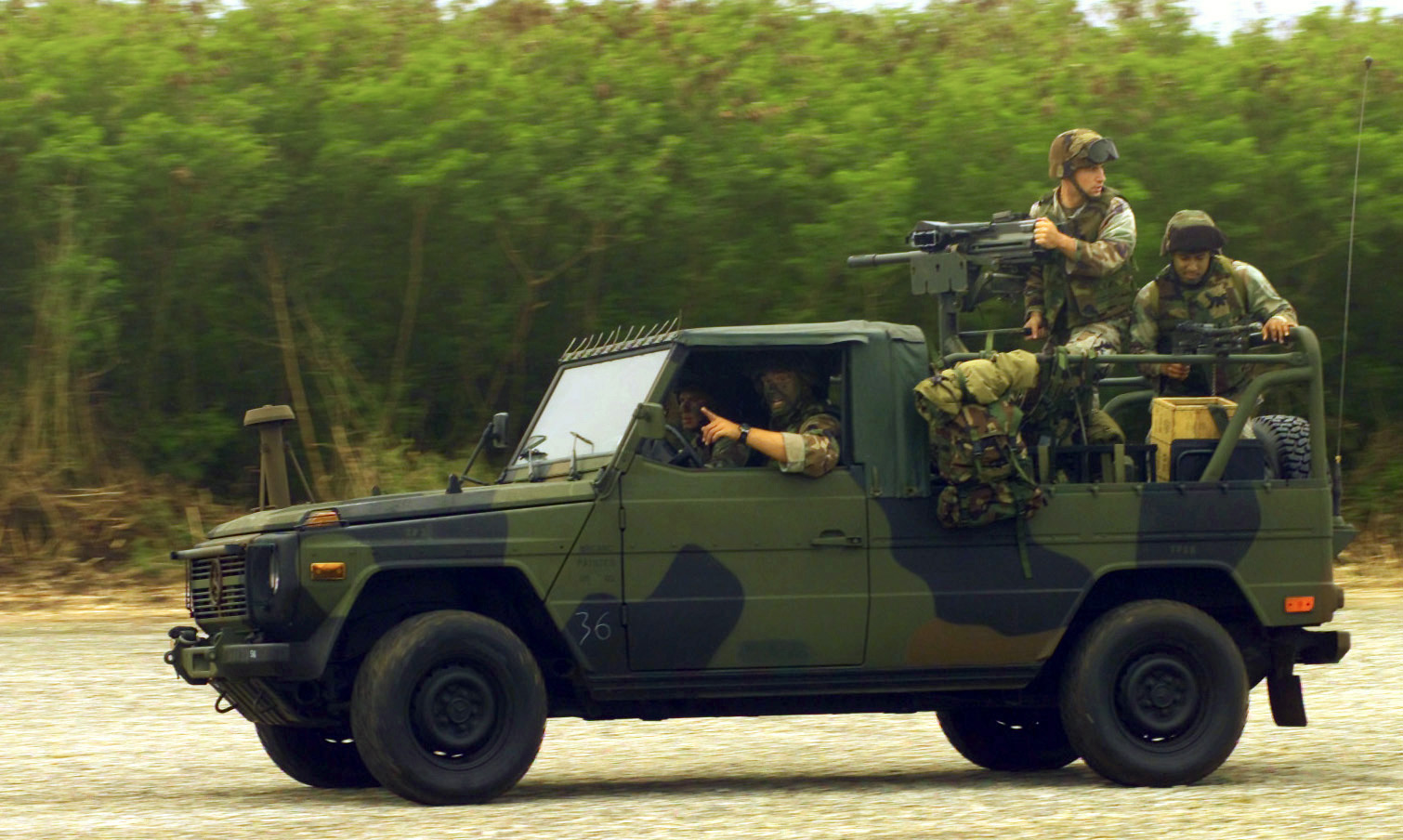
Mk19グレネードランチャーを搭載したIFAV。2003年の軍事演習 "Tandem Thrust"参加車両。
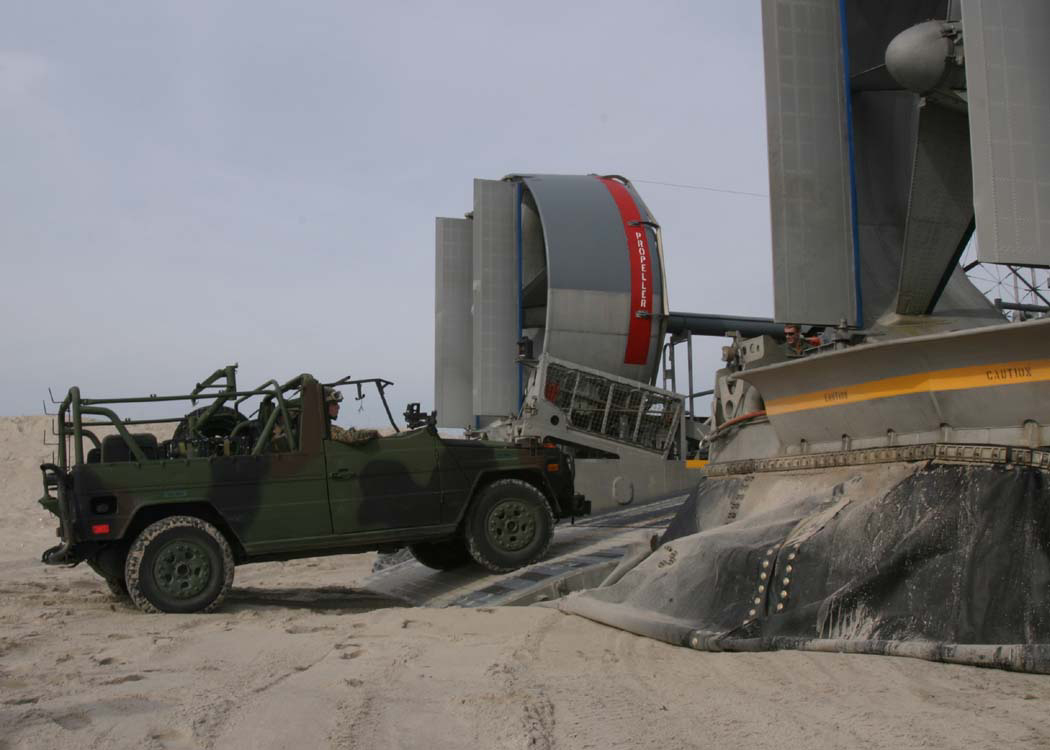
LCACに乗り込むIFAV。2005年、キャンプ・レジューン。